# Semens

Semens este o comună în departamentul Gironde din sud-vestul Franței. În 2009 avea o populație de 203 de locuitori.

## Evoluția populației
| An        | 1975 | 1982 | 1990 | 1999 | 2006 | 2009 |
| --------- | ---- | ---- | ---- | ---- | ---- | ---- |
| Populație | 176  | 130  | 148  | 170  | 189  | 203  |